# Joy Rider
Joy Rider è un album di Wayne Shorter, pubblicato dalla Columbia Records nel 1988. Il disco fu registrato a Los Angeles (California) nel 1988.

## Tracce
Lato A
1. Joy Rider – 6:39 (Wayne Shorter)
2. Cathay – 6:25 (Wayne Shorter)
3. Over Shadow Hill Way – 6:03 (Wayne Shorter)
4. Anthem – 4:20 (Wayne Shorter)

Lato B
1. Causeways – 8:20 (Wayne Shorter)
2. Daredevil – 6:25 (Wayne Shorter)
3. Someplace Called "Where" – 5:20 (Dianne Reeves, Richard A. Cummings)

## Musicisti
- Wayne Shorter - sassofono soprano, sassofono tenore
- Patrice Rushen - pianoforte, sintetizzatore
- Geri Allen - pianoforte, sintetizzatore (brani: A1, A2, A3, B1 & B3)
- Herbie Hancock - sintetizzatore (brani: A4 & B3)
- Nathan East - basso elettrico
- Darryl Jones - basso elettrico (brani: A4 & B2)
- Terri Lyne Carrington - batteria
- Frank Colon - percussioni (brani: A2 & B1)
- Dianne Reeves - voce (brano: B3)